# János Bolyai

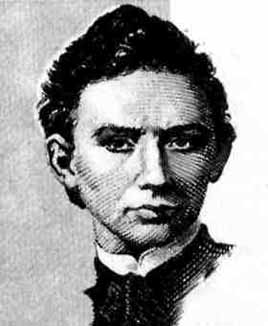
Konstruerad bild av János Bolyai

János Bolyai, född 15 december 1802 Kolozsvár (sedan 1920 Cluj i Rumänien) i Transsylvanien, Kungariket Ungern, i Österrike-Ungern, död 27 januari 1860, var en ungersk matematiker. Han är känd som en av upptäckarna av den icke-euklidiska
hyperboliska geometrin, i vilken Euklides berömda parallellaxiom inte gäller.
Bolyai var son till Farkas Wolfgang Bolyai som också var matematiker och som tidigt började undervisa sonen i matematik. Han studerade matematik i Wien mellan 1818 och 1822 och arbetade under slutet av denna tid, och något år därefter, med en avhandling om icke-euklidisk geometri. Arbetet publicerades dock först 1832 som ett appendix till en skrift av fadern. Arbetet lästes av den berömde matematikern Gauss som svarade att det visserligen var ett genialt arbete men han hade själv kommit fram till ungefär samma saker, och kunde inte öppet lovorda Bolvais skrift eftersom det skulle vara att lovorda sig själv.
Senare upptäckte Bolyai också att den ryske matematikern Nikolaj Lobatjevskij redan 1829 hade publicerat liknande idéer och blev mycket besviken.
Förutom det ovan nämnda appendixet på cirka 25 sidor publicerade Bolyai inte några ytterligare matematiska skrifter. Vid sin död efterlämnade han dock mer än 20000 sidor manuskript och anteckningar om olika matematiska ämnen, bl.a. en geometrisk beskrivning av komplexa tal. Dessa dokument finns att beskåda Bolyai-Telekibiblioteket i Târgu Mureș i Rumänien. Han var en fulländad polyglott och talade nio språk, däribland kinesiska och tibetanska.
Han var också en framstående violinist och konserterade i Wien. Han var ryktbar som arméns främsta dansare och fäktare. En gång utmanade han många fiender på rad och slog dem alla. I pauserna spelade han fiol.
Nedslagskratern Bolyai på månens baksida och asteroiden 1441 Bolyai har uppkallats efter János Bolyai.

## Externa länkar

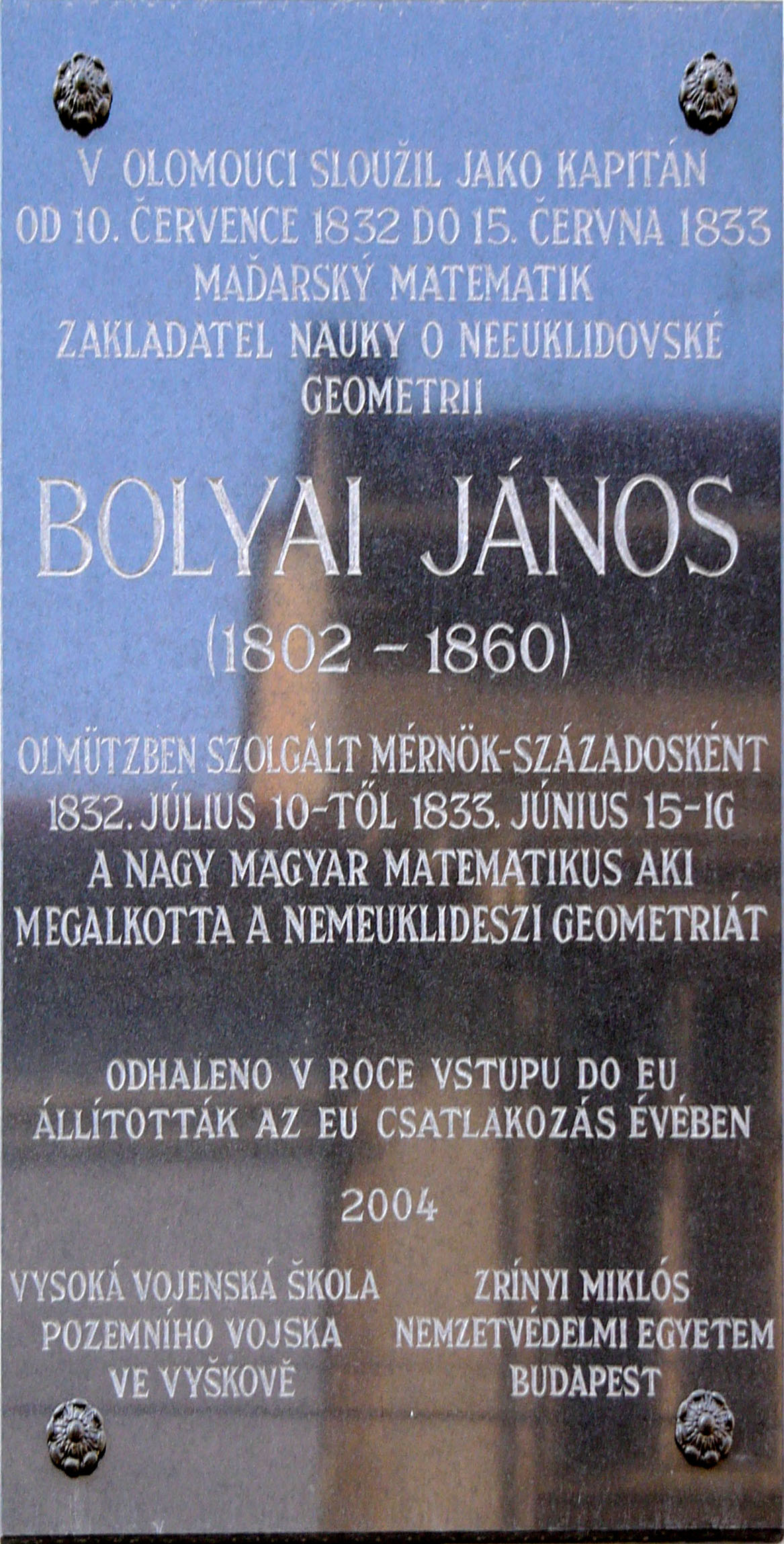
Minnesplakat över János Bolyai i Olomouc, (tyska: Olmütz, polska: Ołomuniec, latin: Iuliomontium), en stad i östra Tjeckien.